# خشکی‌رست
خشکی‌رست (به انگلیسی: Xerophyte)، (از یونانی باستان ξηρός (xērós) «خشک» و φυτόν (phutón) «گیاه») گونه‌ای از گیاهان است که سازگاری‌هایی برای زنده ماندن در محیطی با آب مایع کم دارد. نمونه‌هایی از خشکی‌رست‌ها عبارتند از کاکتوس‌ها، آناناس و برخی از بازدانگان. ریخت‌شناسی و فیزیولوژی خشکی‌رست‌ها برای حفظ آب در طول دوره‌های خشک سازگار است. برخی از گونه‌هایی که گیاهان رستاخیز نامیده می‌شوند می‌توانند در دوره‌های طولانی خشکی شدید یا خشک شدن بافت‌هایشان زنده بمانند، که در طی آن فعالیت متابولیکی آنها ممکن است به‌طور مؤثری از بین برود. گفته می‌شود گیاهانی با چنین سازگاری‌های ریخت‌شناسی و فیزیولوژیکی گیاهان خشکی‌رُست هستند. خشکی‌رست‌هایی مانند کاکتوس‌ها قادر به تحمل دوره‌های طولانی شرایط خشک هستند زیرا دارای ریشه‌های عمیق و ظرفیت ذخیره آب هستند. برگ‌های مومی شکل و خاردار آنها مانع از دست رفتن رطوبت می‌شود.